# Октябрьское (район Магжана Жумабаева)
Октябрьское (каз. Октябрьское) — село в районе Магжана Жумабаева Северо-Казахстанской области Казахстана. Административный центр Октябрьского сельского округа. Находится примерно в 12 км к северо-северо-западу (NNW) от города Булаево, административного центра района, на высоте 132 метров над уровнем моря. Код КАТО — 593665100.
Западнее села находится озеро Гусиное, в 5 км к северу — озеро Карабия

## История
В 1928 г. село Барское состояло из 310 хозяйств, основное население — русские. Центр Барского сельсовета Исилькульского района Омского округа Сибирского края. В 1932 году Барский сельский совет был перечислен в состав Булаевского района Казахской АССР.

## Население
В 1999 году население села составляло 776 человек (376 мужчин и 400 женщин). По данным переписи 2009 года, в селе проживало 585 человек (279 мужчин и 306 женщин).